# アーマリン近大
アーマリン近大（アーマリンきんだい）は、和歌山県西牟婁郡に本社を置く、近畿大学のベンチャー企業である。近畿大学水産研究所が完全養殖に成功した近大マグロの販売を行っている。

## 概要
株式会社アーマリン近大は、近畿大学水産研究所元所長の熊井英水により、新事業創出促進法の最低資本金規制特例による認可を経て、和歌山県法務局田辺支局第1号として設立されたベンチャー企業。主な事業はクロマグロやマダイ、シマアジなどの養殖用種苗、および20種以上の成魚、加工品の販売である。なおアーマリン近大によって販売されている成魚は、近畿大学水産研究所によって卵から成魚まで一貫した管理体制と薬に頼らないストレスフリーな環境により育てられた優良な魚とされている。
社名のアーマリン近大とはアルファベットの最初の文字であり、常に水産増養殖の分野で先頭を行く開拓者であるという決意と、安全・安心の頭文字であるA、海を意味するマリン、近畿大学の略称である「近大」を組み合わせたものとなっている。

## 沿革
- 2003年（平成15年）2月19日 - 近畿大学のベンチャー企業として、株式会社アーマリン近大を設立。
- 2004年（平成16年）9月 - 完全養殖クロマグロを初出荷。
- 2006年（平成18年）
  - 2月 - 「2005年日経最優秀製品・サービス賞優秀賞日経産業新聞賞」受賞。
  - 3月 - 「近大マグロ」商標登録取得。「平成17年度ニュービジネス大賞優秀賞」受賞。
- 2007年（平成19年）
  - 1月 - 新株発行につき資本金1,000万円に増資。
  - 2月 - アメリカ合衆国に近大マグロを初出荷
  - 12月 - 養殖用クロマグロ稚魚1500匹を初出荷。
- 2008年（平成20年）
  - 6月 - 「産学官連携功労者表彰・科学技術政策担当大臣賞」受賞。
  - 7月 - 人工ふ化カンパチ種苗の本格的販売を開始。
- 2011年（平成23年）3月 - 人工ふ化ブリ種苗の本格的販売を開始。